# O Homem que Calculava
O Homem que calculava: aventuras de um singular calculista persa é um livro de Matemática recreativa e um romance infanto-juvenil do fictício escritor Malba Tahan (heterônimo do professor brasileiro Julio César de Mello e Souza), que narra as aventuras e proezas matemáticas do calculista persa Beremiz Samir na Bagdá do século XIII. Foi publicado pela primeira vez em 1938 e alcançou sua 100ª edição em 2021. 
A narrativa, dentro da paisagem do mundo islâmico medieval, trata das peripécias matemáticas do protagonista, que resolve e explica, de modo extraordinário, diversos problemas, quebra-cabeças e curiosidades da matemática. Inclui, ainda, lendas e histórias pitorescas, como, por exemplo, a lenda da origem do jogo de xadrez e a história da filósofa e matemática Hipátia de Alexandria. Sem ser um livro didático, tem, contudo, uma forte tonalidade moralista. Por isso, o livro é indicado como um livro paradidático em vários países, tendo sido citado na Revista Book Report e em várias publicações do gênero.
A obra já foi traduzida para vários idiomas, entre eles espanhol, inglês, italiano, alemão, francês, holandês e árabe. Estima-se que tenha vendido mais de 2 milhões de exemplares somente no Brasil.

## Enredo
Viajando de Samarra a Bagdá, Hank Tade-Maiá, o narrador da história, encontra Beremiz Samir, um singular personagem que se revela ser um fabuloso calculista da Pérsia. Eles decidem viajar juntos para Bagdá e ainda no trajeto Beremiz dá mostras de sua extraordinária habilidade com os cálculos.
Em Bagdá, Beremiz rapidamente torna-se famoso e muito requisitado tanto por pessoas comuns quanto por nobres, despertando a simpatia de uns e a inveja de outros. Emprega-se como secretário do Grão-vizir Ibrahim Maluf, enquanto que Tade-Maiá fica como escriba deste mesmo ministro. Beremiz aceita também a tarefa de ensinar a matemática à filha do poeta Iezid, travando conhecimento com Telassim, sua futura esposa. Até mesmo o califa ouve falar de Beremiz e concede-lhe uma audiência. O califa fica encantado com a argúcia do calculista, elogiando-o.
Para testar definitivamente a capacidade de Beremiz, o califa prepara, então, uma audiência onde o calculista seria interrogado por sete sábios. Tendo respondido brilhantemente todas as provas, Beremiz, como recompensa, pede em casamento a mão de Telassim, por quem havia se apaixonado. Beremiz casa-se com Telassim e, se convertido ambos ao cristianismo, tendo três filhos, mudam-se juntamente com o amigo Tade-Maiá para Constantinopla, no então Império Bizantino.

## Personagens
- Hank Tade-Maiá: É o narrador-personagem que conta a história acompanhando Beremiz.

- Beremiz Samir: É o protagonista da história, um calculista persa conhecido em Bagdá como O Homem que Calculava.

- Ibrahim Maluf el Barad: Grão-vizir protetor de Beremiz.

- Telassim: Filha de 17 anos do poeta Iezid Abul-Hamid.

- Al-Motacém - O sumo califa Al-Musta'sim Billah (1242-1258 AD) de Bagdá.⠀

## Recepção da crítica
Monteiro Lobato classificou este livro como: "… obra que ficará a salvo das vassouradas do tempo como a melhor expressão do binômio ‘ciência-imaginação.’"

### Prêmios
- Em 1939, no concurso literário da ABL, o livro foi agraciado com o Prêmio Academia Brasileira na categoria "Livro de contos e novelas".[5]
- Em 1972, o livro foi premiado pela Academia brasileira de Letras. Na ocasião em que era lançada sua 75ª edição.[6]